# Глостер (Массачусетс)
Глостер (англ. Gloucester) — город в штате Массачусетс, США.

## География
Город и порт Глостер расположен на северо-востоке США, в Новой Англии, в северо-восточной части штата Массачусетс, на мысе Кейп-Энн, уходящем в Атлантический океан.

## История
Глостер был основан в 1623 году выходцами из английского Дорчестера, и в 1642 году вошёл в состав Массачусетса. В 1873 году получил городской статус. В настоящее время это центр рыболовства, рыбоперерабатывающей индустрии и импорта морепродуктов.

## Достопримечательности

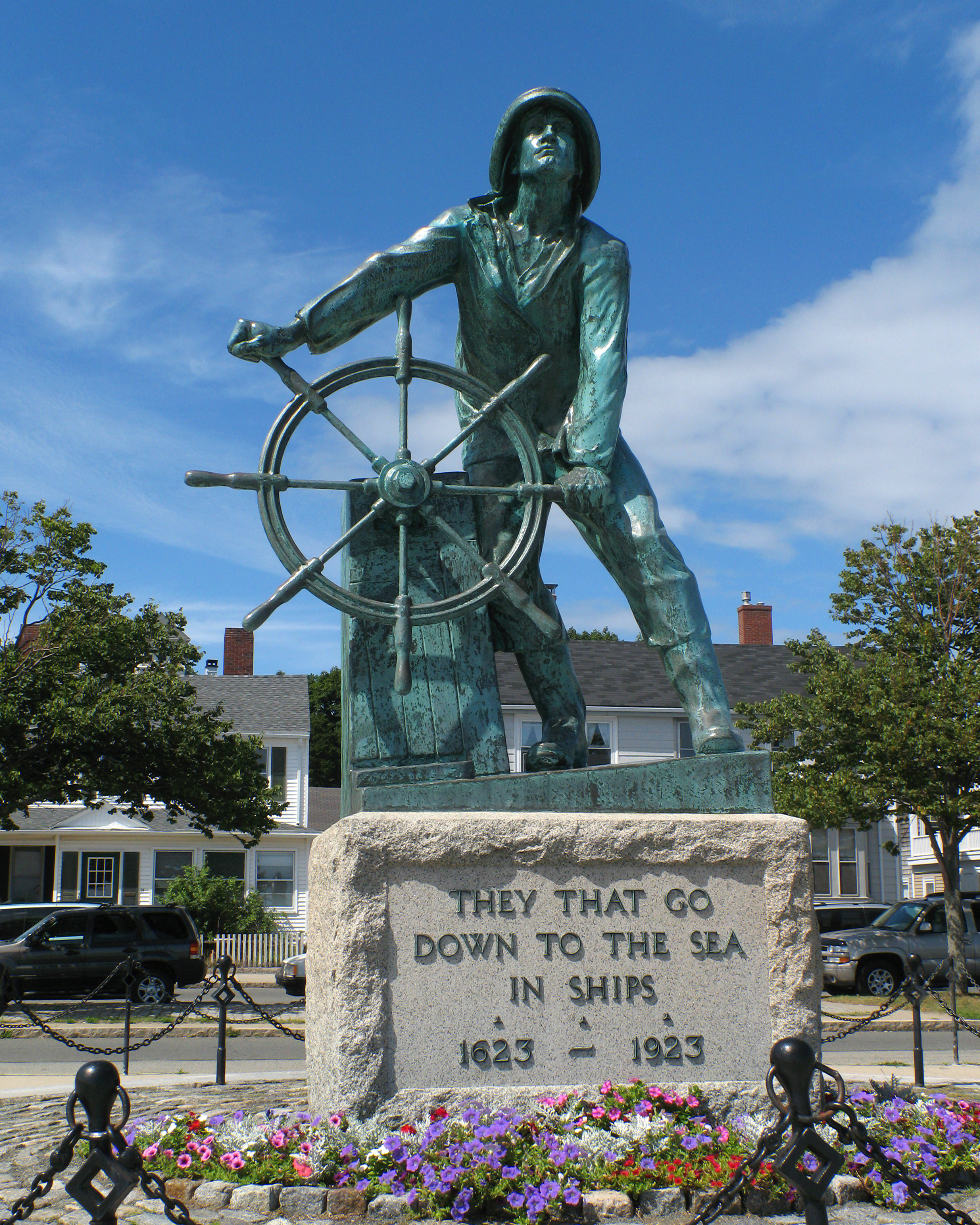
Памятник рыбаку

Местной достопримечательностью является воздвигнутый в 1925 году, по случаю 300-летия города, Памятник рыбаку (скульптор Леонард Краске), внесённый в Национальный реестр исторических мест США. В 2001 году был возведён и Памятник жене рыбака (скульптор Морган Фолдз Пайк).

## Компании
- Vivaldi Technologies

## Известные люди
- В Глостере родился палеонтолог Сэмюэл Пол Уэлс.
- Здесь похоронены художники Пол Корнойер и Берта Перри, а также учёный Кевин Бёрк.
- Спёрр, Джозайя Эдуард (1870-1950)- геолог, исследователь Аляски.Его именем назван кратер на Луне и минерал сперрит (спуррит).

## В массовой культуре
Глостер является местом действия следующих художественных фильмов:
"Идеальный шторм" (2000)
"CODA: Ребёнок глухих родителей" (2021)